# Білоголова
Білоголова (Белоголовая) — річка в Росії, в Камчатському краї.
Довжина 226 км. Одна з великих річок західного узбережжя півострова Камчатка. Бере початок на західних схилах Серединного хребта трьома джерелами, поблизу Ічінського вулкана. Білоголова має велику кількість проток і стариць. Впадає в Хайрюзовську бухту Охотського моря північніше гирла Сопочної..

## Дані водного реєстру
За даними державного водного реєстру Росії відноситься до Анадиро-Колимського басейнового округу.
За даними геоінформаційної системи водогосподарського районування території РФ, підготовленої Федеральним агентством водних ресурсів:
- Код водного об'єкта в державному водному реєстрі — 19080000212120000031598